# 호세 카달소

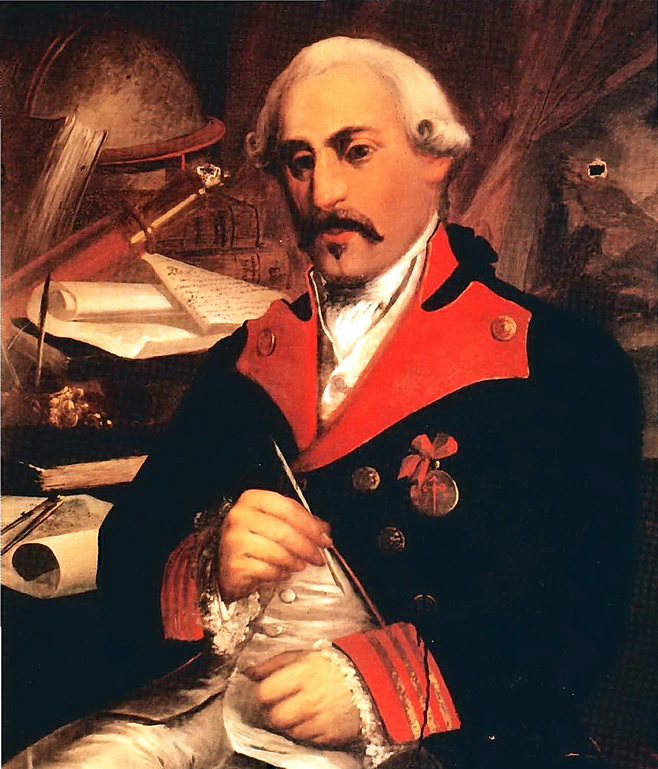

호세 카달소(José Cadalso, 1741 – 1782)는 스페인 왕립 육군 대령, 작가, 시인, 극작가, 수필가로, 스페인 계몽주의 문학의 창작자 중 한 명이다.
20세 이전에 카달소는 이탈리아, 독일, 영국, 프랑스, 포르투갈 을 여행했으며 이들 국가의 역사와 문학을 공부했다. 스페인으로 돌아온 그는 군대에 입대하여 대령으로 진급했다.
카달소는 18세기 스페인의 문학의 중심 인물이었다. 그는 젊고 재능 있는 후안 멜렌데즈 발데스(Juan Meléndez Valdés)를 비롯한 많은 스페인 작가들에게 영향을 미쳤다. <천박한 지식인들>(1772), <음울한 밤>(1789~90) 등의 산문과 <모로코인의 편지>로 알려져 있다.